# Compromisso de Connecticut
O Compromisso de Connecticut (também conhecido como o Grande Compromisso de 1787 ou Compromisso de Sherman) foi um acordo alcançado durante a Convenção Constitucional de 1787 que definiu em parte a estrutura legislativa e a representação que cada estado teria sob a Constituição dos Estados Unidos. Manteve a legislatura bicameral proposta por Roger Sherman, juntamente com a representação proporcional dos estados na câmara baixa ou na Câmara dos Representantes, e exigia a câmara alta ou o Senado ser ponderado igualmente entre os estados; cada estado teria dois representantes no Senado.